# Aggettivo relativo
L'aggettivo relativo introduce una relazione tra due nomi. Si usa in genere dopo il nome a cui si riferisce e prima dell'altro nome che deve legare al primo.

## Esempi
- "Ho ricevuto una medaglia quale ricompensa".
- "Prendi pure qualsiasi cosa tu voglia".[1]